# Húsafellsskógur
Húsafellsskógur är en skog i republiken Island.   Den ligger i regionen Västlandet, i den västra delen av landet, 80 km nordost om huvudstaden Reykjavík.